# كارل دوهرتي
كارل دوهرتي (بالإنجليزية: Carl Doherty)‏ هو لاعب دوري الرغبي نيوزيلندي، ولد في 12 يوليو 1975.